# Palpigera fratercula
Palpigera fratercula är en insektsart som beskrevs av Morgan Hebard 1928. Palpigera fratercula ingår i släktet Palpigera och familjen syrsor. Inga underarter finns listade i Catalogue of Life.